# مزرعه سه چاه کوه سرخ
مزرعه سه چاه کوه سرخ یک منطقهٔ مسکونی در ایران است که در دهستان خواجه‌ای واقع شده‌است. مزرعه سه چاه کوه سرخ ۴۵ نفر جمعیت دارد.